# Генерације програмских језика
Програмски језици су класификовани у неколико генерација програмских језика. Историјски гледано, ова класификација се користила да означи повећавајућу снагу стилова програмирања. Касније су писци донекле редефинисали значење, како су разлике, претходно виђене као важне постале мање значајне за тренутну праксу.

## Историјски поглед прве три генерације

### Прва и друга генерација
Термини "прва генерација" и "друга генерација" програмских језика нису се користили пре стварања термина "трећа генерација"; ниједан од ова три термина се не помиње у раним прегледима програмских језика. Увођење треће генерације компјутерске технологије поклопио се са стварањем нове генерације програмских језика. Маркетинг за ову генерацијску смену у машинама био је у корелацији са неколико важних промена у, шта се звало програмски језици високог нивоа, дискутовано ниже, дајући технички садржај разликама између друге / треће генерације програмских језика међу програмским језицима високог нивоа такође, и рефлексно преименовање машинског језика као прву генерацију, и асемблерског језика као другу генерацију .

## Касније генерације
У почетку, сви програмски језици на вишем нивоу од асемблерског називани су језицима "треће генерације", али касније, термин "четврта генерација" је уведен у покушају да се диференцирају (онда) нови декларативни језици (као што су Пролог и домен- специфични језици), за које се тврдило да раде на још вишем нивоу, а у домену још ближе до корисника (нпр на нивоу природног језика) од оригиналних, императивних језика високог нивоа што су Паскал, C, Алгол, Фортран, Бејсик, итд.
"Генерацијска" класификација језика на високом нивоу (трећа генерација и даље), никада није била у потпуности прецизана, а касније је можда и напуштена, са прецизнијим класификацијама које су стицале општу употребу, као што су објектно-оријентисана, декларативна и функционална. C је довео до C++ и касније од Јаве и C#, Lispа до Клос, Ада до Ада 2012, и чак Кобол до Кобол2002, и нови језици су се такође појавили у тој "генерацији".